# Diari La Valira
La Valira és un diari digital d'informació política, econòmica i social escrit en llengua catalana. El seu àmbit informatiu són l'Alt Pirineu i Aran i el Principat d'Andorra.
Va néixer el 9 de maig del 2017, coincidint amb el Dia d'Europa. El fundador, editor i director de La Valira és el periodista Jaume Reixach i Riba. Aquest diari forma part del Grup El Triangle, juntament amb el setmanari El Triangle, el diari El Triangle i el diari El Trapezio.
La Valira fou condemnat el 2021 per la justícia espanyola per injúries sobre el cas Crèdit Andorrà, en publicar-ne una notícia «manifestament falsa», i va haver de publicar aquest reconeixement i pagar les costes del judici.
Pel que fa a difusió, l'informe d'analítica de SimilarWeb situava a 13 de març de 2023 el seu web al lloc 930.571 a nivell mundial, 34.927 a Espanya. La meitat de les seves visites registrades eren d'Espanya, mentre que l'altra meitat eren d'Andorra.